# Georges Gorvel
Georges Gorvel, né le 19 octobre 1866 à Paris où il est mort le 18 janvier 1938, est un graveur et illustrateur français.

## Biographie
Georges Émile Louis Eugène Gorvel apprend la gravure auprès d'Abel Mignon. Buriniste accompli, il expose ses premiers travaux, des eaux-fortes et des pointes sèches, au Salon des artistes français en 1898 et en 1900, obtenant la médaille de bronze ; il devient un habitué dudit salon jusqu'à sa mort. 
À partir des années 1920, à côté d'une production abondante de portraits, il illustre de gravures plusieurs ouvrages littéraires d'une manière de plus en plus originale, développant un style, qui lui amène une certaine renommée. Il fut un collaborateur de l'éditeur François Bernouard, mais aussi des éditions Stock (collection « Les Contemporains : œuvres et portraits du XXe siècle ») et du périodique de mode Le Goût du jour. Son travail est salué par Jean Moréas et André Salmon, entre autres. « Gorvel est un artiste modeste, trop modeste, à qui ses contemporains, depuis longtemps, rendent un hommage mérité » souligne Jean Dorsenne dans L'Art vivant.
En janvier 1930, il expose ses gravures, dessins et aquarelles, rétrospective des trente dernières années, à la galerie parisienne la Librairie du Trianon.
L'un de ses derniers travaux est le dessin et la gravure du timbre Jean Charcot, Société des œuvres de mer (1938).
Georges Gorvel meurt à son domicile au 40 rue Grégoire-de-Tours.
Son portrait a été dessiné en 1915 par Amedeo Modigliani,.

## Travaux illustrés

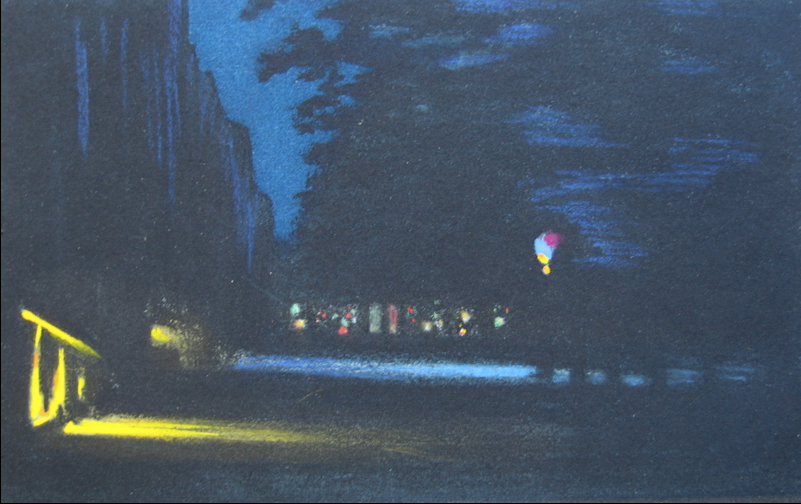
Boulevard du Montparnasse, eau-forte originale rehaussée, 1926.

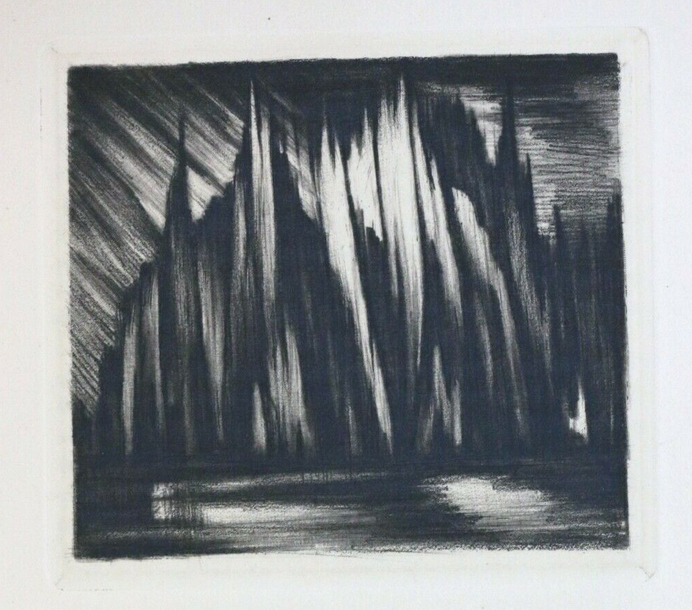
La Termitière, eau-forte, 1927.

- Remy de Gourmont, Contre-pensées, sur des Pensées de La Bruyère, portrait par Raoul Dufy, Imp. Gourmontienne, 1921.
- André Salmon, Ventes d'amour, poèmes, F. Bernouard, 1921.
- René Boylesve, Ah ! plaisez-moi, portrait de l'auteur dessiné par Raoul Dufy, Édition de la Nouvelle revue française, 1922.
- Remy de Gourmont, M. Croquant, portrait de l'auteur par Hélène Dufau, Stock, 1923.
- Charles Maurras, Mademoiselle Monk ; suivi de Invocation à Minerve, préfacé par André Malraux, Stock, 1923.
- Marcel Schwob, Le livre de Monelle, Stock, 1923.
- André Gide, Lafcadio : épisodes des Caves du Vatican choisis par l'auteur, préface par François Mauriac, Stock, 1924.
- René Descartes, Discours de la méthode ; suivi de six lettres, de pensées et de fragments, avant-propos de Paul Valéry ; portraits gravés sur cuivre par Gorvel ; ornements dessinés et gravés sur bois par Perrichon, Helleu et Sergent, 1925.
- Albert T'Serstevens, Les nuits tragiques de Paris, 2 vol., suite de 15 eaux-fortes, Éditions du Trianon, 1926.
- Henry de Montherlant, Sans remède, frontispice gravé d'après le dessin de Juan Lafita, M.-P. Trémois, 1927.
- Henri-Clouzot, Sculpteurs, architectes, décorateurs, portraits hors-texte gravés sur cuivre, par Gorvel et Pierre Gandon, Éditions du Trianon, 1927.
- Maurice Maeterlinck, La vie des termites, ornée de gravures sur cuivre, Versailles, J. Variot, 1927.
- André Rouveyre, Supplément à L'Homme de couR de Baltasar Gracián, quatre cuivres de Gorvel et bois originaux d'Angelina Beloff ; portrait de Rouveyre par Henri Matisse, Éditions du Trianon, 1928.
- Julien Benda, Supplément à De l'esprit de faction de Saint-Evremond, quatre cuivres, Éditions du Trianon, 1929.
- Georges Courteline, Œuvres complètes illustrées, préface de Lucien Descaves, aquarelles et dessins de Joseph Hémard gravés par Gorvel, Éditions du Trianon, 1929/1930.
- Stendhal, Lucien Leuwen : texte de l'édition Bossard, illustré de gravures sur bois de Paul Jacob-Hians, Éditions du Trianon, 1929.
- Pierre Louÿs, Les Aventures du roi Pausole, dix-sept illustrations en couleurs de Brunelleschi, L'Estampe moderne / Imprimerie Robert Coulouma, 1930.
- Paul Reboux, Discours prononcé à l'Académie française par M. Désiré Nisard pour la réception de M. Gustave Flaubert, gravures d'après Joseph Hémard, Éditions du Trianon, 1931.
- Leo Larguier, Discours prononcé à l'Académie française par M. Samuel de Sacy pour la réception de M. Théophile Gautier, Éditions du Trianon, 1931.